# Spitalkirche St. Anna und Elisabeth (Öhringen)

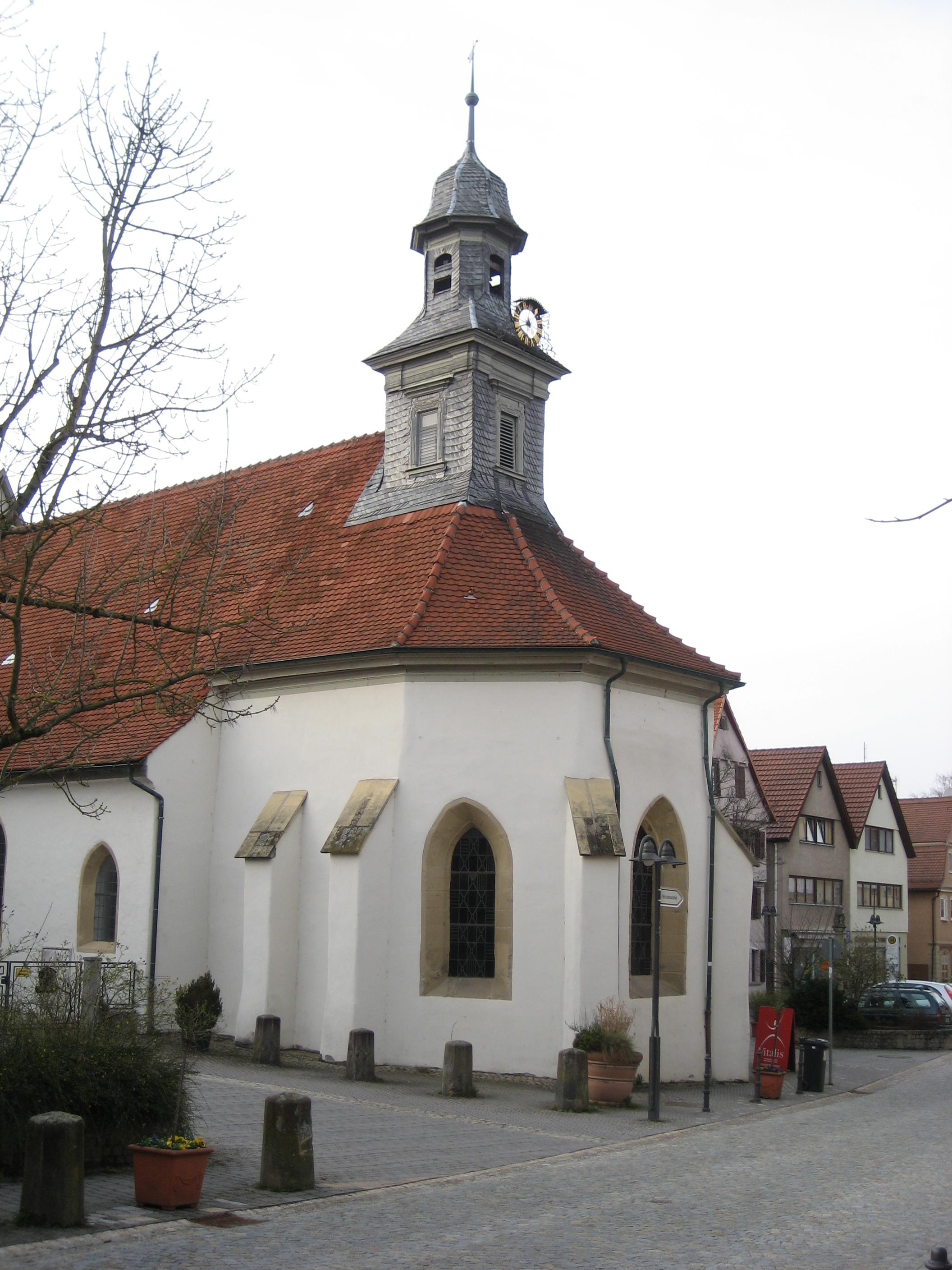
Spitalkirche in der Altstadt

Die Spitalkirche St. Anna und Elisabeth in Öhringen wurde 1376 geweiht. Die Kirche gehörte ursprünglich zum Spital Öhringen, im 20. Jahrhundert war sie für einige Jahre katholische Pfarrkirche und gehört heute der evangelischen Kirchengemeinde.

## Geschichte
Anna von Hohenlohe stiftete 1353 ein Spital zu Ehren der heiligen Anna und der heiligen Elisabeth von Thüringen mit Kapelle, Kaplanei und Friedhof. Das Spital sollte Arme, Gebrechliche und Heimatlose aufnehmen und war in geistlicher Hinsicht direkt dem Bischof unterstellt. Das Recht zur Berufung der Geistlichen, das Patronatsrecht, erhielt die Stifterfamilie. Am 15. Juni 1373 konnte die neue Spitalkirche in der Öhringer Altstadt (in antiqua civitate) geweiht werden. Sie wurde im gotischen Stil erbaut.

### Reformation
Bis zur Reformation des Stifts 1556 diente die Kirche den Pfründnern des Spitals zum Gottesdienst. Die Grafen Ludwig Casimir und Eberhard von Hohenlohe verlegten auf Wunsch des Stadtrats den Gottesdienst 1563 in die Stiftskirche, seit diesem Zeitpunkt fand in der Spitalkirche nur noch am Donnerstag eine Predigt statt. Die Pfründner beschwerten sich bei der Herrschaft darüber, dass sie nun zum Gottesdienst den Weg zur Stiftskirche gehen mussten, und verlangten 1578 unter Hinweis auf die ewige Kaplaneistiftung die Abhaltung von sonntäglichen Gottesdiensten. Die Obrigkeit befahl daraufhin der Stadtgeistlichkeit, wie früher Gottesdienste im Spital abzuhalten. Dies wurde bis 1611 befolgt, dann lehnten die Stadtgeistlichen es erneut ab, Sonntagsgottesdienste in der Spitalkirche zu feiern. Bis ins 19. Jahrhundert blieb es dabei, dass nur noch drei Abendmahlsfeiern jährlich gefeiert wurden und wöchentlich die Donnerstagspredigt gehalten wurde.

### Katholische Pfarrkirche
Die Öhringer Katholiken bemühten sich ab 1863 darum, in der Spitalkirche eigene Gottesdienste feiern zu dürfen. Die Stifterfamilie lehnte dieses Ansinnen ab, da an jedem zweiten Sonntag ein Gottesdienst für die Hospitaliten stattfand. Diesen Dienst leistete der dritte Öhringer Stadtpfarrer, der vom Spital hierfür eine Sondervergütung erhielt, die auf die ursprüngliche Stiftung zurückzuführen ist.
1881 traten die Öhringer Katholiken erneut an die Fürstenfamilie mit dieser Bitte heran. Zu diesem Zeitpunkt lebte nur noch ein Pfründner im Spital, der evangelische Pfarrgemeinderat sowie der Oberkirchenrat unterstützten das Gesuch der Katholiken. Daraufhin wurde der Gottesdienst genehmigt, allerdings mit der Auflage, dass der evangelische Charakter der Kirche nicht verändert werden durfte.
Während der Renovierung der Stiftskirche wurde die Spitalkirche ab 1887 wieder von der evangelischen Gemeinde genutzt, den Katholiken wurde die Friedhofskirche St. Anna zur Nutzung überlassen. Ab dem 1. Oktober 1934 nutzte die katholische Gemeinde die Spitalkirche gegen eine Jahresmiete von 120 Mark. Diese wurde ab 1935, nach einem Besuch von Bischof Joannes Baptista Sproll, durch die Diözese Rottenburg übernommen. Durch den Kauf der Kirche im Jahr 1940 zum Preis von 10.000 Mark wurde die Spitalkirche zur katholischen Pfarrkirche. Die Katholiken begannen nach dem Kauf mit der Renovierung der Kirche, diese Arbeiten wurden jedoch 1943 eingestellt. Nach dem Krieg wurde die Renovierung fortgesetzt und im Dezember 1946 beendet. Weihbischof Franz Josef Fischer nahm daraufhin die Konsekration des Altares vor. In der Spitalkirche fanden nun täglich Messen statt, am Sonntag waren es zwei Gottesdienste.

### Spitalkirche heute
Das starke Wachstum der katholischen Kirchengemeinde erforderte bald den Bau einer größeren Kirche. Die neue Kirche St. Joseph wurde 1961 geweiht. Die katholische Kirche verkaufte im Jahr 1963 die Spitalkirche an die evangelische Kirchengemeinde. Diese stellte sie der neu entstandenen griechisch-orthodoxen Gemeinde zur Verfügung. Heute wird die Spitalkirche gelegentlich für Gottesdienste, Konzerte und Veranstaltungen der evangelischen Kirchengemeinde genutzt sowie für ökumenische Gottesdienste und Veranstaltungen. Die Spitalkirche gehört zu den Vesperkirchen der Diakonie. Im Januar und Februar bietet die Spitalkirche 2 Wochen lang eine warme Mahlzeit sowie Kaffee und Kuchen.